# Tagajō, Miyagi
Tagajō (多賀城市  Tagajō-shi) là một thành phố thuộc tỉnh Miyagi, Nhật Bản.